# 아이리시 브렉퍼스트 티

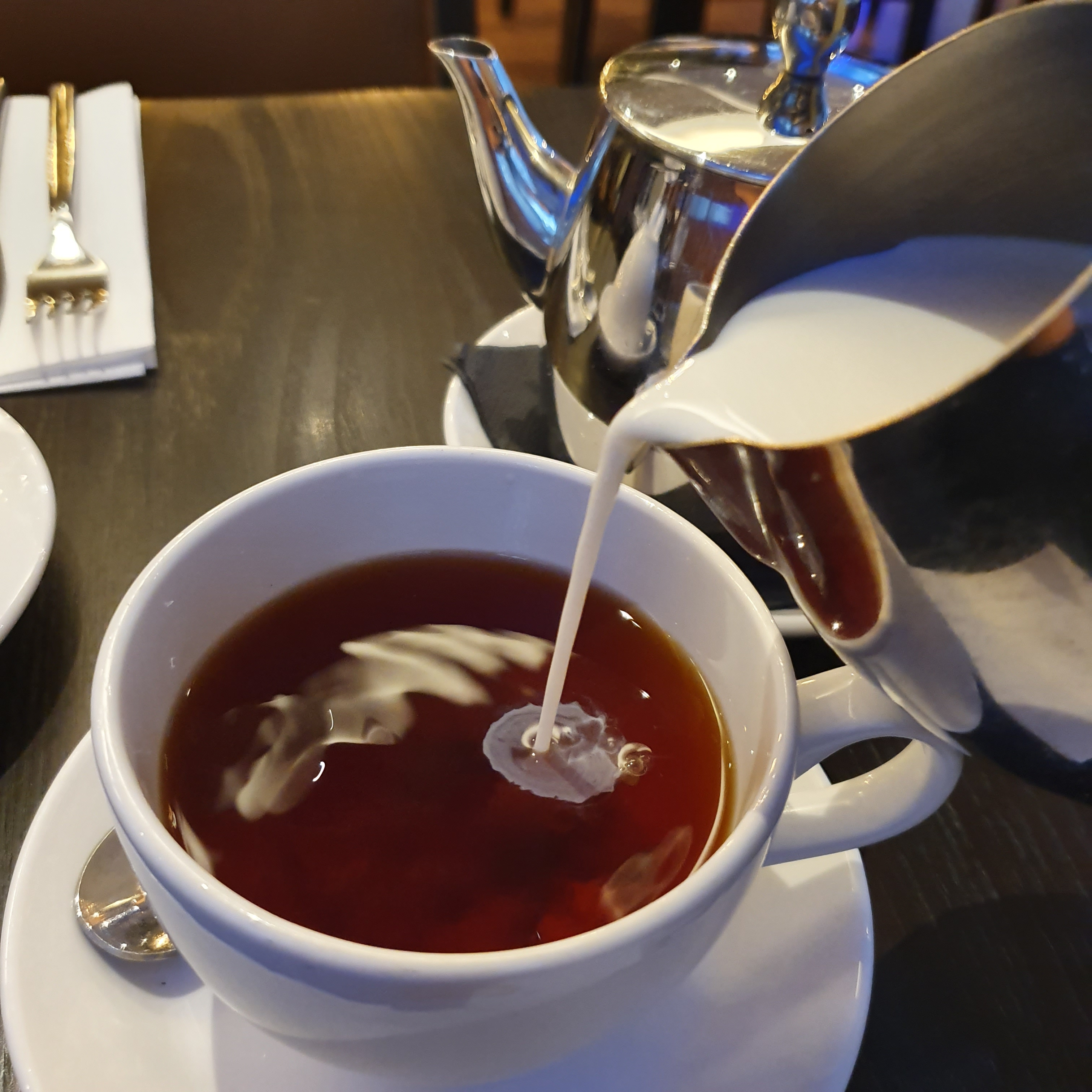
아이리시 브렉퍼스트 티

아이리시 브렉퍼스트 티(Irish breakfast tea)는 여러 홍차를 블렌딩한 것으로, 대부분 아삼 홍차와 실론티를 섞은 것이다. 아일랜드의 티 브랜드, 특히 아일랜드 공화국의 배리스, 뷸리스, 라이온스, 로버트 로버츠와 북아일랜드의 남바리와 톰슨스 펀자나 등은 아삼 홍차에 큰 비중을 두고 있다. 아삼 홍차는 아일랜드 티 문화에서 흔히 볼 수 있는 가장 인기 있는 블렌딩 티 중 하나이다. 18세기 중반, 차가 중국에서 아일랜드로 처음 전파되었을 당시에는 높은 가격과 낮은 수요 때문에 주로 부유층에게 소개되었다. 그러나 19세기 중반에 이르러 아이리시 브렉퍼스트 티는 사회경제적 지위가 낮은 계층과 높은 계층 모두 쉽게 접할 수 있게 되었다.

## 제공
아이리시 브렉퍼스트 티는 진한 맛 때문에 일반적으로 우유와 함께 제공되지만 홍차, 설탕, 심지어 꿀과 함께 마신다. 아이리시 브렉퍼스트 티는 풍부한 맛과 붉은 색을 띤다. 유제품이 아일랜드 경제의 주요 부분을 차지하기 때문에 대부분의 사람들은 우유와 함께 차를 마신다. 홍차는 녹차, 우롱차, 백차보다 향이 강하고 카페인 함량이 높다. 이 차는 사실상 "아침 차"라고 불리는 경우가 거의 없으며(배리스, 뷸리스, 톰슨, 그리고 영국 브랜드 트와이닝스에서 생산하는 특정 블렌드 이름을 제외하고는), 하루 종일 마신다. 아아리시 프렉퍼스트 티는 인도, 르완다, 케냐에서 수입된다.

## 같이 보기
- 잉글리시 브렉퍼스트 티
- 풀 브렉퍼스트
- 차 문화